# آب و هوای آرژانتین

نقشه طبقه‌بندی اقلیمی کوپن آرژانتین

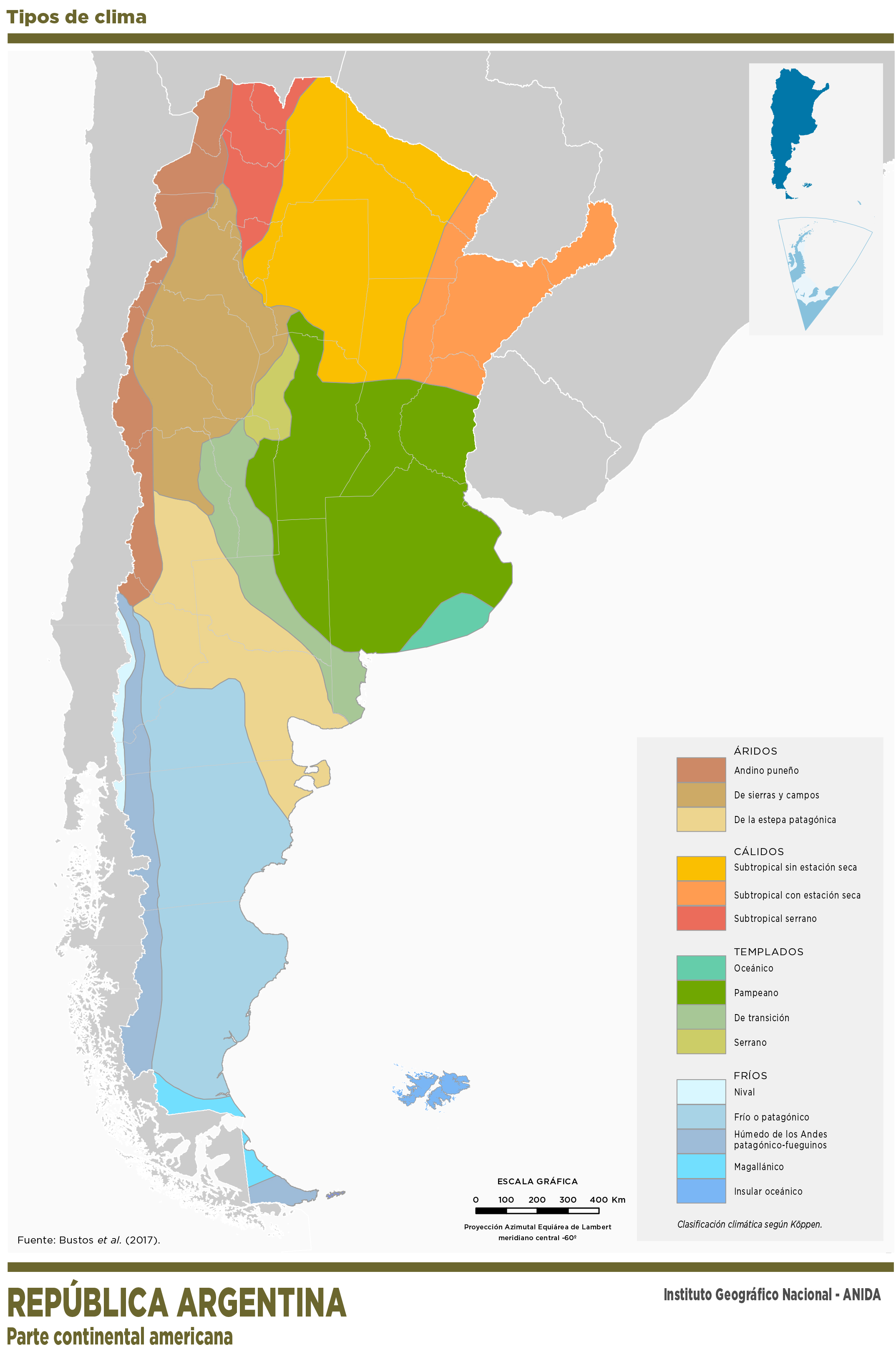
مناطق آب و هوایی در آرژانتین.

آب‌وهوای آرژانتین از منطقه‌ای به منطقهٔ دیگر متفاوت است، زیرا وسعت زیاد کشور و تنوع ارتفاعی آن باعث ایجاد انواع مختلفی از اقلیم‌ها شده است. تابستان در بیشتر نقاط کشور گرم‌ترین و مرطوب‌ترین فصل است، به‌جز بیشتر نواحی پاتاگونیا که خشک‌ترین فصل سال را دارند. اقلیم در شمال کشور گرم و استوایی، در مرکز معتدل، و در نواحی جنوبی سرد است و این مناطق به‌طور مکرر با یخبندان و برف روبرو هستند.
از آنجا که نواحی جنوبی کشور تحت تأثیر اقیانوس‌های اطراف قرار دارند، سرمای این مناطق نسبت به عرض‌های جغرافیایی مشابه در نیم‌کرهٔ شمالی شدید و پایدار نیست. بهار و پاییز نیز فصل‌های گذار هستند که به‌طور کلی با هوای معتدل همراه‌اند.
بسیاری از مناطق آرژانتین دارای خرداقلیم‌های متفاوت و گاه متضاد هستند. به‌طور کلی، بخش‌های شمالی کشور دارای تابستان‌هایی گرم، مرطوب و بارانی و زمستان‌هایی معتدل با دوره‌های گاه‌به‌گاه خشکسالی هستند.
ناحیهٔ بین‌النهرین در شمال‌شرق، با دمای بالا و بارندگی فراوان در تمام سال شناخته می‌شود و خشکسالی در آن نادر است. در غرب این ناحیه، منطقهٔ چاکو قرار دارد که گرم‌ترین ناحیهٔ آرژانتین محسوب می‌شود. بارندگی در این منطقه به‌سمت غرب کاهش می‌یابد که باعث می‌شود پوشش گیاهی از جنگل در شرق به بوته‌زار در غرب تغییر پیدا کند.
شمال‌غرب آرژانتین عمدتاً خشک و گرم است، اگرچه پستی و بلندی‌های زمین در این منطقه تنوع اقلیمی قابل‌توجهی ایجاد کرده، از ارتفاعات خشک و سرد پونا گرفته تا جنگل‌های انبوه.
مرکز کشور که شامل دشت پامپاس در شرق و منطقهٔ خشک‌تر کویو در غرب است، دارای تابستان‌های گرم با طوفان‌های تندری و گردبادهای مکرر و زمستان‌هایی خشک و خنک است.
پاتاگونیا در جنوب کشور آب‌وهوای خشکی دارد و تابستان‌های گرم و زمستان‌های سرد آن با وزش بادهای شدید در تمام طول سال همراه است و یکی از بزرگ‌ترین شیب‌های بارندگی در جهان را تجربه می‌کند.
مناطق مرتفع در تمام عرض‌های جغرافیایی هوای خنک‌تری دارند و نواحی کوهستانی ممکن است شاهد بارش سنگین برف باشند.
ویژگی‌های جغرافیایی و زمین‌ساختی آرژانتین معمولاً شرایط آب‌وهوایی شدید ایجاد می‌کنند که اغلب به بلایای طبیعی منجر می‌شود و آثار منفی اقتصادی و اجتماعی قابل توجهی برای کشور دارد.
منطقهٔ پامپاس، که بسیاری از شهرهای بزرگ در آن قرار دارند، دارای زمین مسطح و زه‌کشی ضعیف است و در نتیجه، در برابر سیل آسیب‌پذیر است.
طوفان‌های شدید می‌توانند به گردباد، تگرگ‌های مخرب، طغیان آب و بادهای شدید منجر شوند و خسارات گسترده‌ای به خانه‌ها و زیرساخت‌ها وارد کرده، هزاران نفر را بی‌خانمان کنند و موجب تلفات انسانی شوند.
رویدادهای دمایی شدید مانند موج‌های گرما و سرما بر مناطق روستایی و شهری تأثیر می‌گذارند؛ از یک‌سو با آسیب به بخش کشاورزی که یکی از فعالیت‌های اقتصادی اصلی کشور است، و از سوی دیگر با افزایش تقاضای انرژی که می‌تواند به کمبود انرژی منجر شود.
آرژانتین در برابر تغییرات اقلیمی آسیب‌پذیر است و احتمالاً به‌طور قابل‌توجهی تحت تأثیر آن قرار خواهد گرفت.
دمای هوا در قرن گذشته افزایش یافته، در حالی‌که تغییرات مشاهده‌شده در میزان بارندگی متغیر بوده‌اند؛ برخی مناطق بارندگی بیشتری دریافت کرده‌اند و برخی کمتر.
این تغییرات بر جریان رودخانه‌ها تأثیر گذاشته، وقوع پدیده‌های شدید آب‌وهوایی را افزایش داده و به عقب‌نشینی یخچال‌های طبیعی منجر شده‌اند.
بر اساس پیش‌بینی‌ها در مورد دما و بارندگی، شدت این پدیده‌ها احتمالاً افزایش خواهد یافت و مشکلات تازه‌ای مرتبط با تغییرات اقلیمی در کشور ایجاد خواهد کرد.

## فصل‌ها
در آرژانتین، اقلیم به چهار فصل مشخص تقسیم می‌شود: زمستان، بهار، تابستان و پاییز.

### زمستان

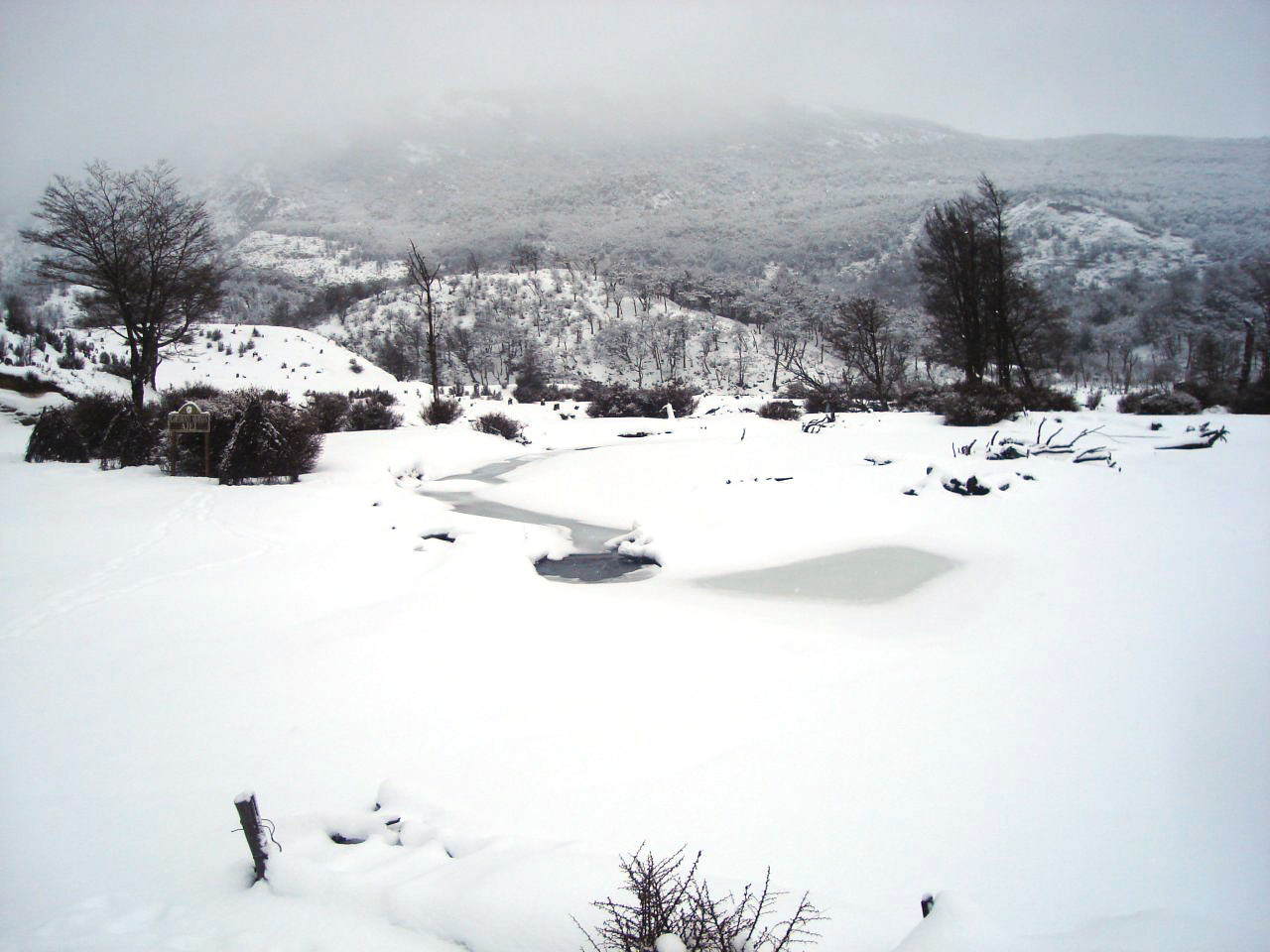
پارک ملی Tierra del Fuego در زمستان

در فصل زمستان (ژوئن تا اوت)، بخش‌های شمالی آرژانتین معمولاً گرم هستند، بخش‌های مرکزی آب‌وهوایی معتدل دارند، و بخش‌های جنوبی سرد هستند و اغلب با یخبندان و بارش برف مواجه می‌شوند.
اقلیم مناطق جنوبی کشور به‌واسطهٔ اقیانوس‌های اطراف تعدیل می‌شود، بنابراین سرمای این مناطق نسبت به عرض‌های جغرافیایی مشابه در نیم‌کرهٔ شمالی شدت و پایداری کمتری دارد. مناطق شمالی کشور گرم‌ترین دما را دارند، با میانگین ۱۴ درجه سلسیوس (۵۷ درجه فارنهایت)؛ بخش‌های مرکزی خنک‌تر هستند و میانگین دمای آنها ۱۰ درجه سلسیوس (۵۰ درجه فارنهایت) است. . در جنوب غربی، میانگین دما زیر ۴ درجه سلسیوس (۳۹ درجه فارنهایت) است. در ارتفاعات بالاتر در رشته کوه آند، میانگین دمای زمستان زیر ۰ درجه سلسیوس (۳۲ درجه فارنهایت) است. . دمای ماه‌های ژوئن و ژوئیه معمولاً مشابه یکدیگر است؛ با این حال، در ماه اوت دما حدود ۲ تغییر درجه سلسیوس (۴ تغییر درجه فارنهایت) افزایش می‌یابد. .
میزان بارندگی در ماه‌های زمستان بسیار متغیر است. بالاترین میزان بارندگی در شمالی‌ترین قسمت منطقه ساحلی و بخش‌های شمال غربی پاتاگونیا است، جایی که میانگین بارندگی زمستانی از ۲۵۰ میلیمتر (۱۰ اینچ) فراتر می‌رود. در بیشتر مناطق مرطوب پامپاس، میانگین بارندگی زمستان بین ۷۵ تا ۲۰۰ میلی‌متر (۳ تا ۸ اینچ) است، در حالی که در شمال، در نواحی مجاور رشته‌کوه آند، این میانگین به کمتر از ۱۰ میلی‌متر (۰٫۴ اینچ) می‌رسد.

### بهار

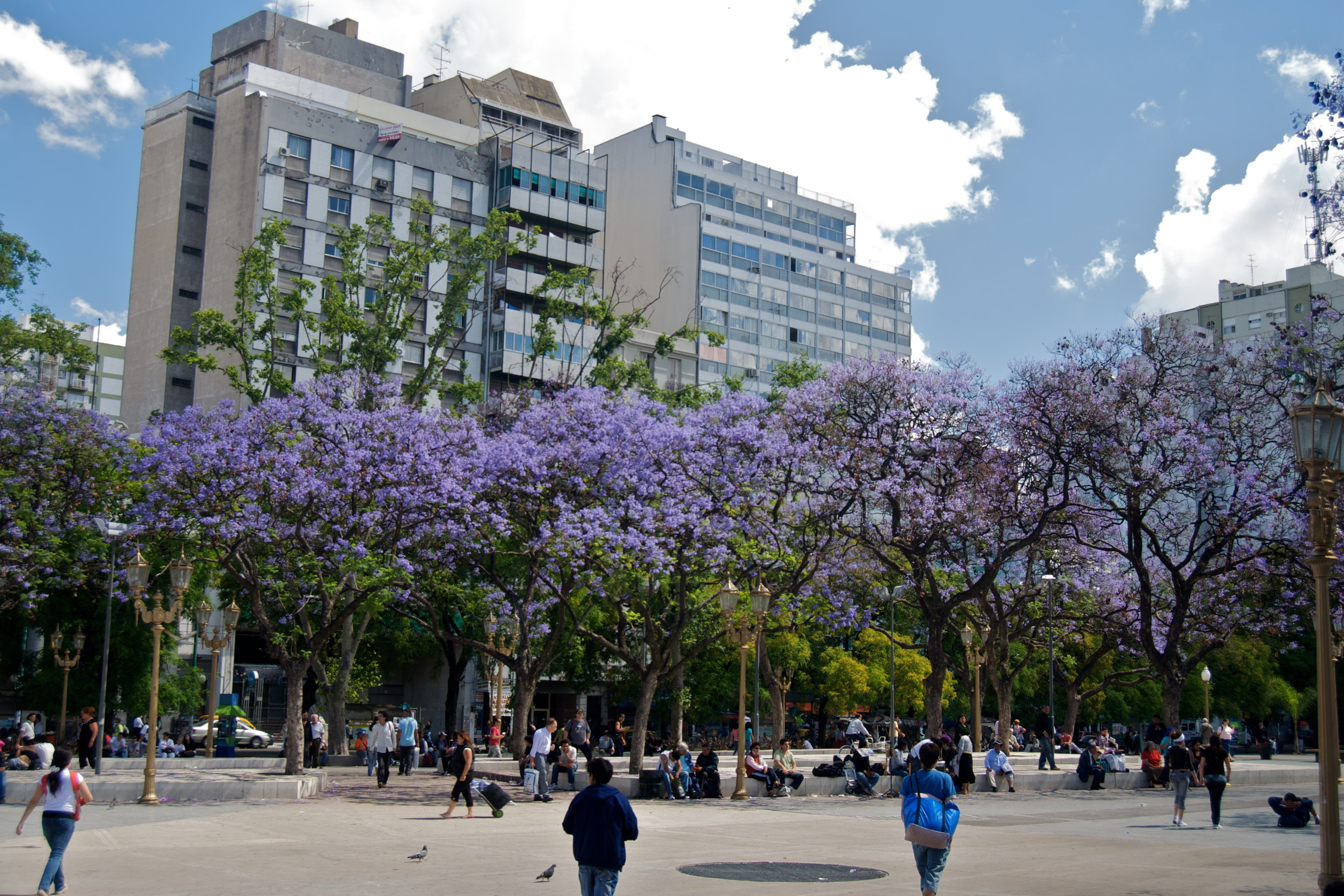
جاکارانداهای در حال شکوفه در پلازا میزرر، بوئنوس آیرس

بهار (سپتامبر-نوامبر) شبیه پاییز است، با روزهای معتدل و شب‌های خنک. در اواسط اکتبر، انواع زیادی از گیاهان وحشی و شهری شکوفا می‌شوند. دما از ۲۰ درجه سلسیوس (۶۸ درجه فارنهایت) متغیر است در شمال تا ۱۴ درجه سلسیوس (۵۷ درجه فارنهایت) در مرکز، و ۸ تا ۱۴ درجه سلسیوس (۴۶ تا ۵۷ درجه فارنهایت) در بیشتر مناطق پاتاگونیا. استان تی‌یرا دل فوئگو و ارتفاعات بلند رشته‌کوه آند سردترین بهارها را دارند، به‌طوری‌که میانگین دما در آن‌ها کمتر از ۸ درجهٔ سانتی‌گراد (۴۶ درجهٔ فارنهایت) است.
با پیشرفت فصل بهار، دما به‌تدریج افزایش می‌یابد.
در فصل بهار، میزان بارندگی در نقاط مختلف کشور متفاوت است؛ بیشترین مقدار آن در شمال استان بوئنوس آیرس و منطقهٔ لیتورال ثبت می‌شود، جایی که میانگین بارندگی از ۲۵۰ میلی‌متر (۱۰ اینچ) فراتر می‌رود. در مقابل، مناطق خشک (قطر خشک) کمترین بارندگی بهاری را دارند و میانگین آن کمتر از ۵۰ میلی‌متر (۲ اینچ) است.

### تابستان

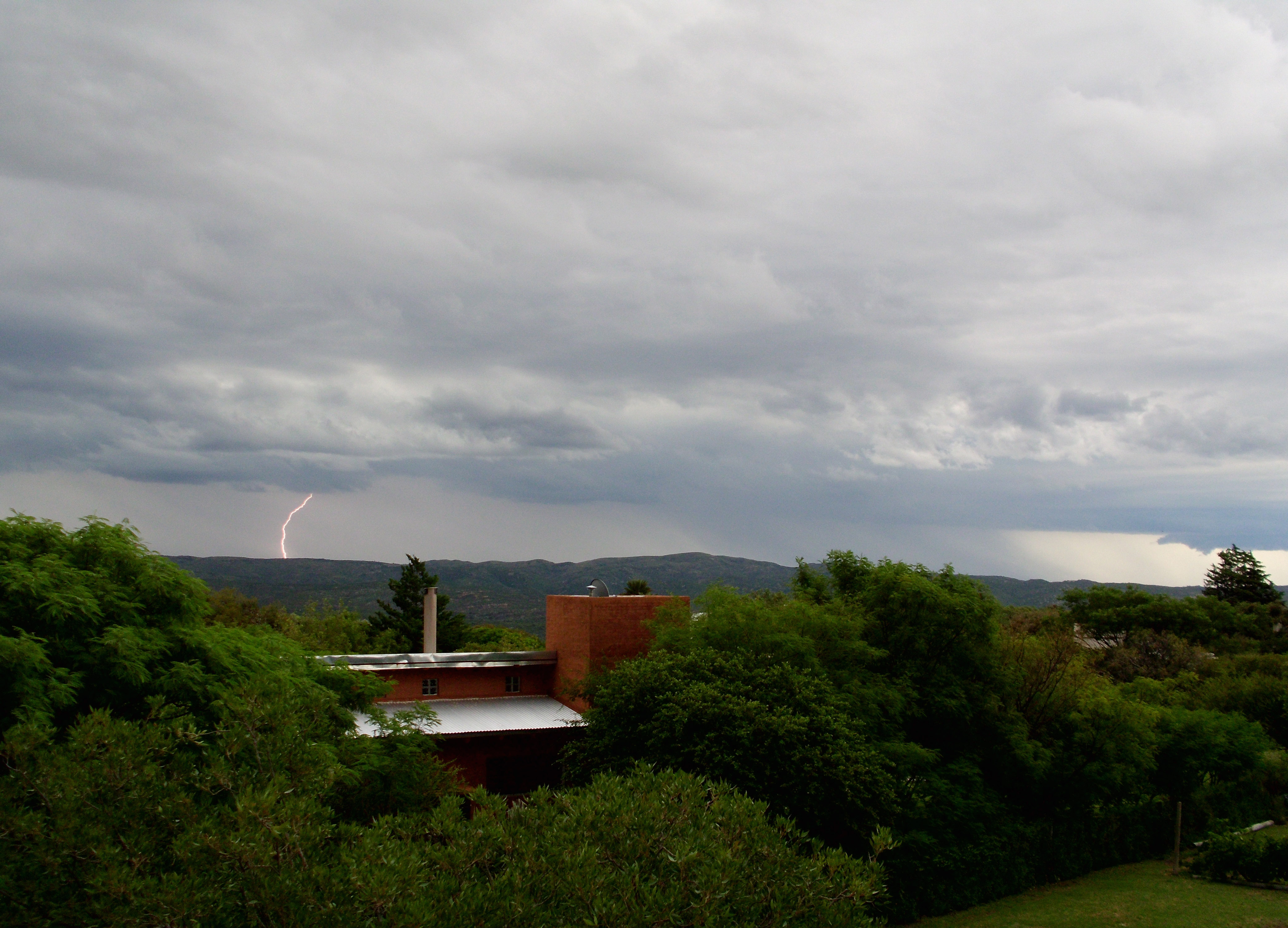
رعد و برق در استان کوردوبا در طول تابستان

در تابستان (دسامبر-فوریه)، میانگین دما از ۲۶ درجه سلسیوس (۷۹ درجه فارنهایت) متغیر است. در شمال به‌طور متوسط ۲۰ درجه سلسیوس (۶۸ درجه فارنهایت) در مرکز کشور به جز بخش‌های جنوب شرقی استان بوئنوس آیرس، جایی که به دلیل نفوذ دریایی، دما در تابستان خنک‌تر است. در جنوبی‌ترین بخش‌های آرژانتین، میانگین دما در تابستان حدود ۱۲ درجهٔ سانتی‌گراد (۵۴ درجهٔ فارنهایت) است؛ در ارتفاعات بسیار بالا، این میانگین به کمتر از ۱۰ درجهٔ سانتی‌گراد (۵۰ درجهٔ فارنهایت) می‌رسد.
در طول تابستان، میانگین بارندگی در سراسر کشور متفاوت است: بخش‌های شرقی استان سالتا، استان خوخوی، شمال استان توکومان و تمام استان میسیونز مرطوب‌ترین مناطق هستند و بیش از ۴۰۰ میلیمتر (۱۶ اینچ) دریافت می‌کنند. از میزان بارندگی در طول فصل.بیشتر منطقهٔ لیتورال و استان بوئنوس آیرس دارای میانگین بارندگی بین ۲۰۰ تا ۳۰۰ میلی‌متر (۸ تا ۱۲ اینچ) هستند. در مقابل، منطقهٔ پاتاگونیا اقلیمی خشک دارد و بارندگی تابستانی آن به‌طور میانگین کمتر از ۵۰ میلی‌متر (۲ اینچ) است و گاهی حتی به زیر ۲۵ میلی‌متر (۰٫۹۸ اینچ) نیز می‌رسد. میزان بارندگی ماهانه در پاتاگونیا بین ۱۰ تا ۲۵ میلی‌متر (۰٫۴ تا ۱٫۰ اینچ) متغیر است. در بخش‌های مرکزی و شمالی کشور، ژانویه معمولاً مرطوب‌ترین ماه سال است و در بیشتر نقاط میانگین بارندگی ماهانه حدود ۱۰۰ میلی‌متر (۴ اینچ) است، که در برخی مناطق حتی از ۲۰۰ میلی‌متر (۸ اینچ) فراتر می‌رود.

### پاییز

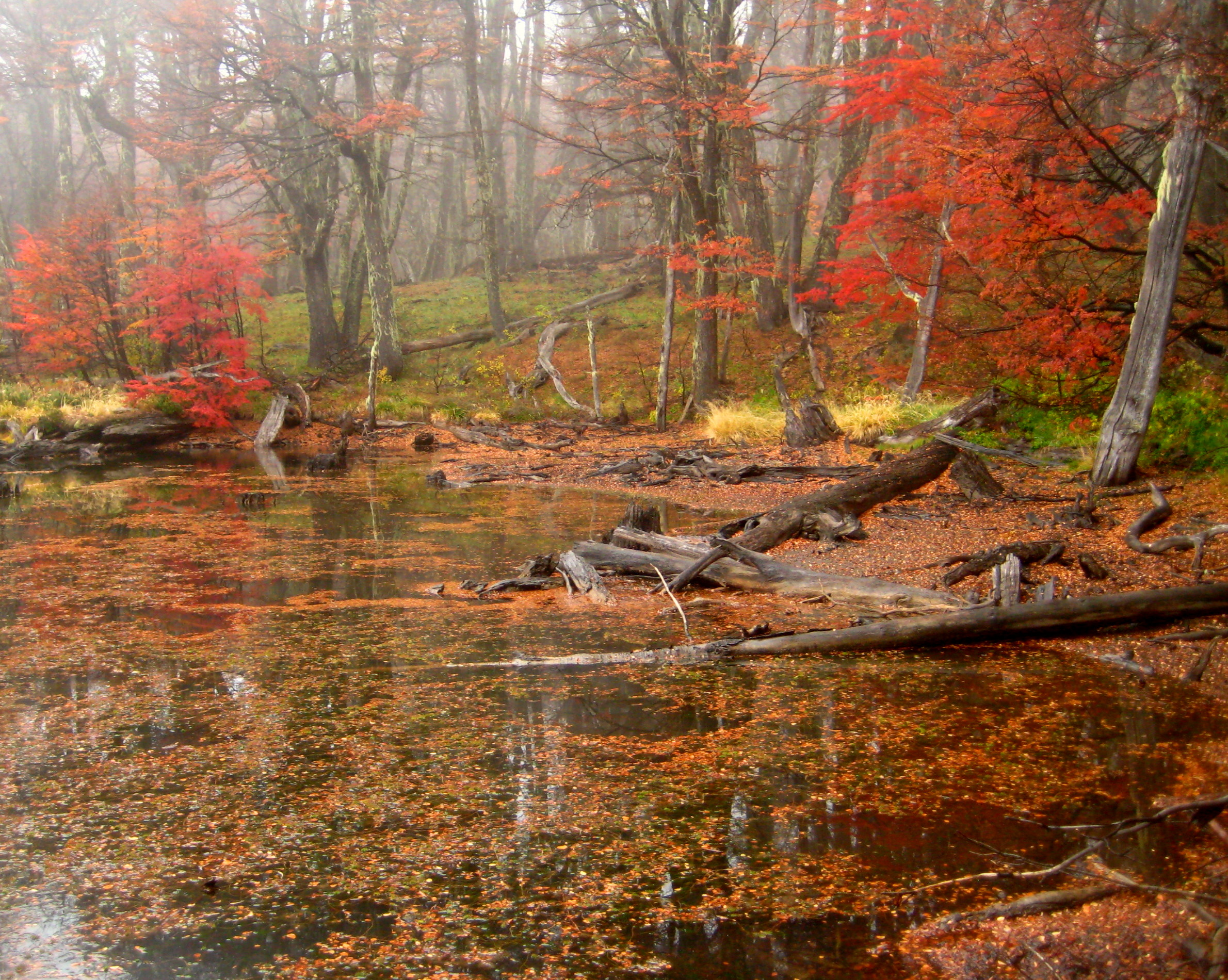
پاییز در باریلوچه

پاییز (مارس-مه) عموماً معتدل است. برخی از جنگل‌ها و تاکستان‌های بومی جنوب، به ویژه در اواسط آوریل، شاخ و برگ‌های پاییزی قرمز و نارنجی را به نمایش می‌گذارند. یخبندان به‌طور قابل توجهی در جنوب زودتر و در شمال دیرتر از راه می‌رسد. میانگین دما می‌تواند از ۲۲ درجه سلسیوس (۷۲ درجه فارنهایت) فراتر رود در مناطق شمالی کشور، در حالی که می‌توانند ۱۶ درجه سلسیوس (۶۱ درجه فارنهایت) فارنهایت برسند. در بیشتر مناطق مرکزی کشور و کمتر از ۶ درجه سلسیوس (۴۳ درجه فارنهایت) در ارتفاعات بالاتر.با پیشروی فصل پاییز، میانگین دما در تمام مناطق کاهش می‌یابد و ماه مارس گرم‌تر از ماه مه است.
در نواحی شمالی، میانگین دما از ۲۴ درجهٔ سانتی‌گراد (۷۵ درجهٔ فارنهایت) در مارس به ۱۸ درجهٔ سانتی‌گراد (۶۴ درجهٔ فارنهایت) در مه می‌رسد.
در مناطق مرکزی کشور، میانگین دما در مارس بین ۱۸ تا ۲۲ درجهٔ سانتی‌گراد (۶۴ تا ۷۲ درجهٔ فارنهایت) است و در مه به ۱۰ تا ۱۴ درجهٔ سانتی‌گراد (۵۰ تا ۵۷ درجهٔ فارنهایت) کاهش می‌یابد.
در استان تی‌یرا دل فوئگو، در جنوبی‌ترین نقطهٔ کشور، میانگین دما حدود ۱۰ درجهٔ سانتی‌گراد (۵۰ درجهٔ فارنهایت) است و گاهی از آن نیز پایین‌تر می‌رود.

## برای مطالعهٔ بیشتر
- Gut, Bernardo (2008). Trees in Patagonia. Springer. doi:10.1007/978-3-7643-8838-6. ISBN 978-3-7643-8837-9.
- Leary, Neil (2008). Climate Change and Adaptation. Earthscan. ISBN 978-1-84407-470-9.
- Minetti, J. (2005). El clima del noroeste argentino (به اسپانیایی). Magna. ISBN 978-987-9390-66-5.
- Prohaska, F. (1976). "The climate of Argentina, Paraguay and Uruguay".  In Schwerdtfeger, E. (ed.). Climate of Central and South America. World Survey of Climatology. Vol. 12. Amsterdam: Elsevier. pp. 13–112. ISBN 978-0-444-41271-3.
- Atlas climático de la República Argentina (به اسپانیایی). Buenos Aires: Servicio Meteorológico Nacional. 1960. OCLC 4440863.
- Estadísticas Climatológicas 1901–1950 (به اسپانیایی). Buenos Aires: Servicio Meteorológico Nacional. 1958.
- Estadísticas Climatológicas 1941–1950 (به اسپانیایی). Buenos Aires: Servicio Meteorológico Nacional. 1958.
- Estadísticas Climatológicas 1951–1960 (به اسپانیایی). Buenos Aires: Servicio Meteorológico Nacional. 1963.
- Estadísticas Climatológicas 1931–1960 (به اسپانیایی). Buenos Aires: Servicio Meteorológico Nacional. 1972.
- Estadísticas Climatológicas 1961–1970 (به اسپانیایی). Buenos Aires: Servicio Meteorológico Nacional. 1981.
- Estadísticas Climatológicas 1971–1980 (به اسپانیایی). Buenos Aires: Servicio Meteorológico Nacional. 1986.
- Estadísticas Climatológicas 1981–1990 (به اسپانیایی). Buenos Aires: Servicio Meteorológico Nacional. 1992.

### مرور کلی
- Servicio Meteorológico Nacional (به اسپانیایی)
- شرح آب و هوای اکثر استان‌های آرژانتین (به اسپانیایی)
- Centro Regional del Clima para el Sur de América del Sur (به اسپانیایی)

### نقشه‌ها و تصاویر
- اطلس اقلیمی از Servicio Meteorológico Nacional (به اسپانیایی)
- اطلس اقلیمی از Instituto Nacional de Tecnología Agropecuaria بایگانی‌شده  در ۱۸ ژوئیه ۲۰۱۸ توسط Wayback Machine (به اسپانیایی)
- میانگین دمای آرژانتین بر اساس ماه بایگانی‌شده  در ۱۴ آوریل ۲۰۲۱ توسط Wayback Machine (به اسپانیایی)
- میانگین بارندگی ماهانه آرژانتین (به اسپانیایی)

### آمار آب و هوا
- نرمال‌های اقلیمی WMO ایستگاه‌های مختلف در آرژانتین از دوره ۱۹۸۱ تا ۲۰۱۰ (لیست ایستگاه‌ها)
- نرمال‌های اقلیمی WMO ایستگاه‌های مختلف در آرژانتین از دوره ۱۹۶۱ تا ۱۹۹۰ (لیست ایستگاه‌ها)
- داده‌های زیست‌اقلیمی برای ۱۷۳ ایستگاه در آرژانتین (به اسپانیایی)
- Estadísticas meteorológicas decadiales (به اسپانیایی)
- داده‌های آب و هوای روزانه در ۳۶۵ روز گذشته برای ایستگاه‌های اداره‌شده توسط Servicio Meteorológico Nacional (به اسپانیایی)
- داده‌های هواشناسی کشاورزی برای ایستگاه‌های اداره‌شده توسط Instituto Nacional de Tecnología Agropecuaria بایگانی‌شده  در ۲ مارس ۲۰۲۱ توسط Wayback Machine (به اسپانیایی)

1. ↑  Argentina claims sovereignty over part of Antarctica and the Falkland Islands. However, territorial claims in Antarctica are suspended by the Antarctic Treaty while the United Kingdom exercises de facto control of the Falkland islands

1. ↑  "Argentine Republic". Country Nuclear Power Profiles. International Atomic Energy Agency. Retrieved 8 August 2016.
2. ↑  "Argentina". BBC Weather. Retrieved 7 June 2015.
3. 1 2  "Valores Estadisticos del trimester (Junio–Augusto)" (PDF). Boletín de Tendencias Climáticas–Junio 2012 (به اسپانیایی). Servicio Meteorológico Nacional. Retrieved 8 July 2015.
4. ↑  "Valores Estadisticos del trimester (Septiembre–Noviembre)" (PDF). Boletín de Tendencias Climáticas–Septiembre 2012 (به اسپانیایی). Servicio Meteorológico Nacional. Retrieved 8 July 2015.
5. ↑  "Geography and Climate of Argentina". Government of Argentina. Archived from the original on 20 December 2010. Retrieved 28 August 2015.
6. 1 2 3  "Valores Estadisticos del trimester (Diciembre–Febrero)" (PDF). Boletín de Tendencias Climáticas–Diciembre 2014 (به اسپانیایی). Servicio Meteorológico Nacional. Retrieved 8 July 2015.
7. 1 2  "Valores Estadisticos del trimester (Diciembre–Febrero)". Boletín de Tendencias Climáticas–Diciembre 2011 (به اسپانیایی). Servicio Meteorológico Nacional. Retrieved 8 July 2015.
8. ↑  "Valores Estadisticos del trimester (Marzo–Mayo)" (PDF). Boletín de Tendencias Climáticas–Marzo 2014 (به اسپانیایی). Servicio Meteorológico Nacional. Retrieved 8 July 2015.
9. ↑  "Valores Estadisticos del trimester (Marzo–Mayo)" (PDF). Boletín de Tendencias Climáticas–Marzo 2009 (به اسپانیایی). Servicio Meteorológico Nacional. Retrieved 8 July 2015.